# På Indlandsisen
|  | Denne artikel er oprettet af botten Steenthbot ud fra en ekstern database. Den kan derfor have sproglige fejl eller mangler. Denne skabelon kan fjernes efter kontrol af indholdet. |

På Indlandsisen er en dansk dokumentarisk optagelse fra 1934.

## Handling
Seks mand tager på søndagsudflugt på indlandsisen den 5. august 1934. Deltagerne går i fodsporene på den tyske polarforsker og geolog Alfred Wegener (1880-1930), der i december 1930 omkom på en ekspedition i nærheden af Qaamarujuk Fjord. I løbet af udflugten støder deltagerne på lidt af hvert - bl.a. efterladenskaber fra Wegeners ekspedition: Efter 4 timers gåtur når de til et overvintringshus, der er bygget på den hvide bræ. Ved nunatakken Scheideck ses resterne af nogle propelslæder, og kort derfra findes resterne af et benzindepot - 4500 dunke - henslængt hulter til bulter på isen. Ved udstedet Niakornat er jorden brudt i brand.